# The Need for Speed
The Need for Speed е първата игра от поредицата Need for Speed. Тя е разработена от EA Canada и издадена от Electronic Arts. Излиза на 31 август 1994 г. за конзолата 3DO, а през 1995 и 1996 г. излизат и версиите за персонален компютър, работеща под DOS, Плейстейшън и Sega Saturn. В нея играчът се състезава с екзотични и японски автомобили срещу компютърен опонент или друг играч. Цялото заглавие на играта е Road & Track Presents: The Need for Speed, защото партньор в разработването е списание Road & Track, което допринася за точното наподобяване на поведението на автомобилите, издаваните от тях звуци и др. В играта има и меню с данните за автомобилите и коментар, техни снимки и кратки видеа.

## Геймплей
Състезанията се провеждат на отворен маршрут с по три етапа и затворени писти. На отворените маршрути има трафик. При превишаване на скоростта по тях, играчът може да бъде подгонен от полицията и ако не успее да се измъкне – глобен. При трета глоба в едно състезание следва арест и състезанието е загубено (във версията за Sega Saturn за арест трябват само две глоби). Поведението и управлението на автомобилите (някои от тях разполагат и с ABS и тракшън-контрол) в играта се счита за най-реалистичното за времето си в сравнение с други подобни игри. Заслужава да се спомене и опцията, чрез която играчът може да види на повторение и забавен кадър от различни перспективи изиграното състезание. С въвеждането на код, пистите получават слой мръсотия, който променя управлението на автомобилите и то става по-нереалистично, като при аркадните игри от този тип. The Need for Speed е една от първите игри с коли, която може да се играе с изглед от шофьорското място и предоставяща детайлно изобразен интериор на автомобила.

## Автомобили
Автомобилите в The Need for Speed са общо осем и са разделени в три класа. Освен това има един бонус автомобил, който може да бъде открит само след въвеждане на код. За разлика от останалите, бонус колата не е реална и има управление и технически характеристики по-добри от тези на другите в играта.
Клас А
- Ламборгини Диабло VT
- Ферари 512TR

Клас В
- Шевролет Корвет ZR-1
- Додж Вайпър RT/10
- Порше 911 Карера

Клас С
- Акура NSX
- Мазда RX-7
- Тойота Супра

Бонус
- Warrior PTO E/2

- Ламборгини Диабло VT
- Ферари 512TR
- Шевролет Корвет ZR-1
- Додж Вайпър RT/10
- Порше 911 Карера
- Акура NSX
- Мазда RX-7
- Тойота Супра

## Писти
Пистите, включени в The Need for Speed са общо седем. Една от тях е бонус и става достъпна след спечелване на турнира, състоящ се от състезания на всички останали писти. Всяка от пистите (без бонуса) има и „рали“ версия, която е достъпна след въвеждането на код. Тези версии имат слой мръсотия, който променя управлението на автомобила. Освен това Rusty Springs Raceway има и версия Lunar Springs, отличаваща се със слаба гравитация.
Отворен маршрут
- Alpine – в Алпите
- Coastal – на морския бряг
- City – в градска обстановка

Затворени писти
- Autumn Valley Speedway
- Rusty Springs Raceway
- Vertigo Ridge

Бонус
- Lost Vegas

## Критика
Като цяло The Need for Speed получава много добри рецензии, като основните критики са насочени към високите системни изисквания и звука. Британското списание PC Power дава на компютърната версия оценка 95%, отличавайки управлението на автомобилите и графиката, а интернет сайтът за игри GameSpot поставя оценка 8.3/10, отличавайки вниманието към детайлите, екзотичния дизайн на пистите и опростения геймплей.
| „                     | С две думи, The Need for Speed е второто най-хубаво нещо след това да притежаваш автомобил за 200.000 долара. | “ |
| Джим Варнър, GameSpot | |   |

## The Need for Speed: Special Edition
През 1996 г. излиза специално издание на играта само за компютри, съдържащо версии както за DOS, така и за Windows 95. Освен подобренията в енджина, поддръжката на DirectX 2 и възможността за игра в мрежа през TCP/IP, в нея са включени и две нови писти – Transtropolis и Burnt Sierra.